# Viatxeslav Menjinski
Viatxeslav Rudolfovitx Menjinski (rus: Вячесла́в Рудо́льфович Менжи́нский , Polish ; 19 d'agost del 1874 - 10 de maig del 1934) va ser un revolucionari bolxevic polonès -rus, estadista soviètic i funcionari del Partit Comunista que va exercir com a president de l'OGPU des del 1926 fins al 1934. Va ser mestre de més de 10 llengües (incloent-hi el coreà, el xinès, el turc i el persa, l'últim que va aprendre especialment per llegir obres d'Omar Khayyam).

## Primers anys de vida
Viatxeslav Menjinski, membre de la noblesa polonesa, va néixer en una família de mestres cristians ortodoxos polonesos. El seu pare era un polonès russificat i professor d'història. La seva mare era una dona de lletres que simpatitzava amb els revolucionaris. El seu germà era un funcionari tsarista que treballava per al Ministeri d'Hisenda. Es va graduar a la Facultat de Dret de la Universitat de Sant Petersburg l'any 1898 i va exercir l'advocacia a Iaroslavl, mentre es dedicava a la literatura. Va tenir una novel·la publicada el 1905. El febrer del 1905, la seva filla petita va morir d'una hemorràgia cerebral. El trauma va posar fi als seus deu anys de matrimoni i va deixar Iaroslavl per unir-se a les seves germanes solteres, Vera i Ludmila, que compartien un pis que era un lloc de trobada popular per als revolucionaris.

## Activisme polític
Menjinski s'havia unit al Partit Obrer Socialdemòcrata Rus (RSDLP) el 1902. Durant la revolució del 1905, Vera Menjinski va treballar al costat de Nadejda Krúpskaia, la dona de Vladimir Lenin, que era secretària de la facció bolxevic del RSDLP, mentre que el seu germà es va unir a l'organització militar bolxevic, fins que va ser atrapat en una incursió policial el juliol del 1906. Va sortir en llibertat després de dues setmanes a la presó, després de fer vaga de fam, i va emigrar. Va viure a Bèlgica, Suïssa, França, Estats Units, treballant en sucursals estrangeres del RSDLP. Quan la facció bolxevic es va dividir sobre la qüestió de presentar candidats a les eleccions a la Duma. Menjinski es va unir als "boicotistes", liderats pel rival de Lenin, Alexandr Bogdànov, i es va unir al consell editorial de la seva revista Vpered, però quan la facció de Vpered es va separar, Menjinski es va alinear amb els autoproclamats "marxistes ortodoxos", Grigori Aleksinski i Mikhaïl Pokrovski, rebutjant el concepte de cultura proletària desenvolupat per Alexandr Bogdànov i Anatoli Lunatxarski.

## Personalitat
Trotski, que va conèixer a Menjinski de quan eren exiliats, l'any 1920, va deixar-ne un retrat mordaç: "La impressió que em va causar es podria descriure millor dient que no en va fer cap. Semblava un pobre esbós per a un retrat inacabat. Només de tant en tant un somriure gratificant o un joc secret dels ulls delatava el seu afany des de la insignificança. .. Ningú no va fer cas de Menjinski, que treballava tan silenciosament amb els seus papers."

## Vida posterior
Després de la revolució de febrer del 1917, Menjinski va tornar a Rússia l'estiu d'aquell any i es va unir a Mejraiontsi, una facció independent la figura principal de la qual va ser Lev Trotski que es va fusionar amb els bolxevics l'agost del 1917. Pocs dies després de la revolució bolxevic, va ser nomenat comissari del poble per a les finances. El seu primer acte en aquesta publicació va ser arrossegar un gran sofà al seu despatx, va posar un avís que deia "Comissariat d'Hisenda" i s'hi va estirar. Lenin va entrar i el va trobar adormit. Quan els funcionaris del Banc Estatal de Rússia es van negar a reconèixer el nou règim, Menjinski va fer arrestar el director i altres. Segons G. von Stxantz, Menjinski "va dirigir personalment la demolició dels bancs russos, una maniobra que va privar tots els opositors al bolxevisme dels seus mitjans financers de guerra".
L'abril del 1918, Menjinski va ser nomenat cònsol general soviètic a Berlín, però al novembre va ser expulsat, juntament amb l'ambaixador Adolph Ioffe. Destacat a Ucraïna, es va unir a Txekà el 1919, i cinc anys més tard es va convertir en vicepresident del seu successor, l'OGPU. Després de la mort de Féliks Dzerjinski el juliol del 1926, Menjinski es va convertir en el president de l'OGPU. Menjinski va tenir un gran paper en la realització de les operacions secretes de contraintel·ligència Trust i Sindikat-2, en el curs de les quals els líders dels grans centres antisoviètics a l'estranger, Borís Sàvinkov i Sidney Reilly, van ser atrets a la Unió Soviètica i arrestats.
Mentrestant, el txecista Menjinski era fidel a Ióssif Stalin, el culte de la personalitat del qual ja havia començat a formar-se, coincidint amb diverses purgues importants del 1930 al 1931.

## Mort
Menjinski va passar els seus últims anys com a invàlid, patint una angina aguda des de finals dels anys vint, que el va fer incapaç de fer cap esforç físic. Va dirigir els assumptes de l'OGPU mentre estava estirat a un sofà a la seva oficina de Lubyanka, però poques vegades interferia en el funcionament diari de la GPU. Stalin acostumava a tractar amb el seu primer adjunt Guénrikh Iagoda, que essencialment va assumir el càrrec de cap de l'organització en tot però fou a partir de finals dels anys vint.
Menjinski va morir el 10 de maig del 1934 a l'edat de 59 anys. Quan el seu successor, Iagoda, va fer la seva confessió pública sota coacció al judici dels vint-i-un de Moscou el 1938, Iagoda va declarar que havia enverinat Menjinski. El 1988, les autoritats soviètiques van admetre que tot el judici es va basar en falses confessions dels acusats.
Menjinski va ser incinerat i les seves cendres van ser enterrades a la necròpolis del mur del Kremlin.

## Galeria
- Menzhinsky with his sisters
- Menzhinsky, 1899
- Menzhinsky sometime in the 1880s
- Menzhinsky, 1905
- Menzhinsky, 1917
- Members of the presidium of CheKa (left to right) Yakov Peters, Józef Unszlicht, Abram Belenky (standing), Felix Dzerzhinsky, Menzhinsky, 1921
- Menzhinsky, 1926
- Menzhinsky with his son Rudolf
- Menzhinsky, 1928
- Menzhinsky, cover of Time magazine, 1931
- Menzhinsky, 1932
- Menzhinsky, 1933 (last known photo)